# إنكاري
الإنكاري عند أهل المعاني هو الكلام الملقى مع المنكر للحكم كما قال تعالى حكاية عن رسل عيسى عليه السلام إذ كذبوا في المرة الأولى ﴿إنا إليكم مرسلون﴾ ويجب التأكيد هاهنا بحسب الإنكار قوة وضعفا.